# 澳門2013年度頒授勳章、獎章和獎狀名單
澳門2013年度頒授勳章、獎章和獎狀名單於2013年12月2日由澳門特別行政區行政長官崔世安簽署，並於《澳門特別行政區政府公報》公布，共有38位人士、團體、機構分別獲授勳，表揚他們在個人成就、社會貢獻或服務澳門特別行政區方面有傑出的表現。勳章、奬章和奬狀頒授儀式於2013年12月13日在澳門文化中心綜合劇院舉行。

## 授勳名單

### 榮譽勳章
大蓮花榮譽勳章
- 劉焯華

金蓮花榮譽勳章
- 何麗貞

銀蓮花榮譽勳章
- 李筱玉
- 賈瑞

### 功績勳章
專業功績勳章
- 羅立文
- 梁竟成
- 雷華龍

工商功績勳章
- 張樂田
- 李子豐
- 司徒荻林

旅遊功績勳章
- 澳門格蘭披治大賽車委員會
- 安東尼奧（António José Neves da Conceição Coelho）

教育功績勳章
- 陳志君
- 葉慧明
- 王國英
- 蔡淑儀

文化功績勳章
- 戴定澄
- 頤園書畫會
- 東方葡萄牙學會

仁愛功績勳章
- 吳培娟

體育功績勳章
- 劉雄鳴
- 麥志權
- 徐達明

### 傑出服務獎章
勞績獎章
- 鄭妙玲
- 林煒浩
- 黃懿蓮

社會服務獎章
- 安瑪莉
- 盧勤心
- 梁伯進
- 沈榮根

### 獎狀
功績獎狀
- 王嘉暉
- 譚知微
- 尤俊賢
- 庄嘉成
- 郭建恆
- 馮瀟
- 劉情
- 蔡奧龍